# نيوا فاترفيخ
نيوا فاترفيخ ("الممر المائي الجديد") هو قناة سفن في هولندا من هيت سخيور (فرع من دلتا الراين - الماس - سخيلده) غرب بلدة ماسلاوس إلى بحر الشمال في هوك من هولندا: في Maasmond، حيث يربط نيوا فاترفيخ إلى Maasgeul. وهو المصب الصناعي لنهر الراين.